# Celeste Ng
Celeste Ng (en chino tradicional, 伍綺詩) (30 de julio de 1980) es una escritora y novelista estadounidense. Ha publicado muchos cuentos que se han publicado en una variedad de revistas literarias. La primera novela de Ng, Todo lo que nunca te dije, lanzada el 26 de junio de 2014, ganó el premio Amazon Book of the Year, así como elogios de la crítica. El cuento Girls at Play ganó un premio Pushcart en 2012 y recibió los premios Alex en 2015. Su novela más reciente es Pequeños fuegos por todas partes. Recibió una beca Guggenheim en 2020.

## Primeros años y educación
Celeste Ng nació en Pittsburgh, Pensilvania. Sus padres se mudaron de Hong Kong a fines de la década de 1960. Su padre, quien murió en 2004, era físico de la NASA en el Centro de Investigación John H. Glenn (anteriormente conocido como Centro de Investigación Lewis de la NASA). Su madre era química y enseñaba en la Universidad Estatal de Cleveland.
Cuando Ng tenía diez años se mudó de Pittsburgh a Shaker Heights, Ohio con sus padres y su hermana. Asistió a las escuelas del distrito escolar de la ciudad de Shaker Heights, desde la primaria Woodbury hasta la preparatoria Shaker Heights. En Shaker Heights High School, Ng estuvo involucrada con el grupo de estudiantes sobre relaciones raciales durante tres años y fue coeditora de la revista literaria de la escuela, Semanteme. Se graduó de la escuela secundaria en 1998.
Luego de graduarse, Ng estudió inglés en la Universidad de Harvard y asistió a la escuela de posgrado en la Universidad de Míchigan, donde obtuvo su Maestría en Bellas Artes en escritura, ahora el Programa de Escritores Helen Zell. En la Universidad de Míchigan, Ng ganó el premio Hopwood por su cuento «What Passes Over».
Ng vive en Cambridge, Massachusetts, con su esposo y su hijo. Mientras estaba en una gira de libros de Todo lo que no te dije, Ng dijo que su libro favorito cuando era pequeña era Harriet la espía. Su libro favorito ahora es El dios de las pequeñas cosas de Arundhati Roy.